# حلقة براغ

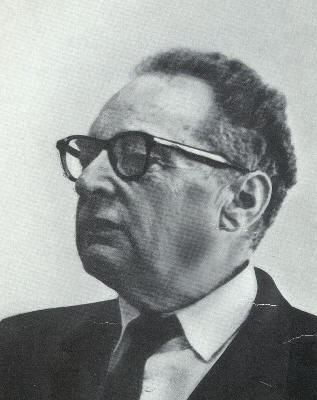

حلقة براغ (Prague Linguistic Circle) تكونت من عدد من علماء اللغويات والنقاد. طور أعضاء الحلقة طرق التحليل اللغوي التركيبيه بين عامي 1928 الي 1939 ولكن بعد الحرب العالمية الثانية ورغم تشتت المجموعة ظل تأثير مدرسه براغ واضحا علي علم اللغويات.
تزعم العالم التشيكي البارز فيلم ماثيسيوس الحلقة حتي وفاتة في 1945. ضمت الحلقة علماء روس مثل رومان جاكبسون ونيكولاى تروبيتسكوى وسيرجي كراكفيسكى وأيضا عالمي اللغة التشيكيين البارزين رينيه ويليك ويان مكاروفسكي